# Голямата депресия
Голямата депресия е тежка световна икономическа депресия през 30-те години на XX век. Нейният времеви обхват е различен в отделните страни, но в повечето от тях тя започва през 1929 година и продължава до края на 30-те години. Тя е най-продължителната, тежка и широкообхватна депресия през XX век и е сочена в съвременната литература като мярка за най-тежък срив на световната икономика. От 1929 до 1932 година световният брутен вътрешен продукт намалява с 15% – за сравнение спадът му по време на рецесията през 2008 – 2009 година е по-малко от 1%.
Голямата депресия започва в Съединените щати със започналия на 4 септември 1929 година спад в цените на акциите се превръща в световна новина с Краха на Уолстрийт на 29 октомври, станал известен като „Черният вторник“.
Голямата депресия има тежки последствия както в богатите, така и в бедните страни. Личните доходи, данъчните приходи, печалбите и цените спадат, а международната търговия намалява с повече от 50%. Безработицата достига 25% в Съединените щати, а в някои страни дори 33%. Последствията от кризата са най-тежки в силно индустриализираните градски центрове, в много страни строителството напълно замира, а селата страдат от срива на цените на земеделските продукти с близо 60%.
Обикновено се смята, че кризата започва да отшумява през 1933 г., но показателите за промишлено производство, цените на акциите и БВП надхвърлят нивата от 1929 г. едва след Втората световна война. Икономическата криза от 30-те е най-тежкият траен спад в промишленото производство и производителността за последния век и половина, за който има редовна икономическа статистика.

## Начало на икономическата криза
Началото ѝ варира според различните страни, като е прието, че в повечето от тях започва през 1929 година и продължава до края на 30те – началото на 40те години на ХХ век. Това е най-дългата, най-широко разпространила се и най-дълбока икономическа депресия на ХХ век в световен мащаб. Кризата започва в САЩ с крах на пазара на фондовите борси на 29 октомври 1929 г., наречен „Черният вторник“.
Голямата депресия води до разрушителни последствия в почти всяка страна, независимо бедна или богата. Личните доходи, доходите от данъци и такси и печалби спадат значително, а в някои страни като Америка безработицата достига 25%. По света също се чувства удара от икономическата криза, довела до масова безработица в градовете, разчитащи предимно на тежката промишленост. В много страни строителството е временно преустановено. Провинциалните райони, които разчитат предимно на земеделието, също са застигнати от кризата, като изкупните цени на селскостопанската продукция спадат средно с 60%.
Веднага след краха на Уолстрийт от 1929 г. обществото все още е оптимистично настроено. В средата на 1930 година лихвените проценти спадат значително, но очакванията за дефлация и нежеланието на хората да увеличават задълженията си чрез вземане на заеми водят до спад на инвестициите. През май същата година продажбите на автомобили спадат до нивата от 1928 г. Особено тежко е положението във въгледобивните и селски райони, където безработицата излиза извън контрол. Крахът на американската икономика води и други страни до икономическа криза, макар и някои да са по-слабо засегнати.

## Подходи за обяснение на кризата
Съществуват няколко обяснения за първия спад на икономиката, датиращ от 1929 година.
Според монетаристите, в основата на депресията стои погрешната монетарна политика на властите. От тази гледна точка, Федералният резерв допуска чрез бездействието си финансовите провизии да се свият с 1/3 само за четири години. Поради намаляването на потока от парични средства бизнесът не можел да получи кредитиране, което довело до масово спиране на инвестициите. Заеми се отпускали с частично златно обезпечение от Федералния резерв, което принудило президента Рузвелт да подпише заповед 6102, с която притежанието на златни монети и златни кюлчета от частни лица било обявено за незаконно. С това натискът върху Федералния резерв бил намален.
Според британския икономист Кейнс, основният ангажимент на държавата в стремежа към обществено благо е да упражнява балансираща намеса в икономическия живот чрез фискални и монетарни мерки. Според кейнсианците, ключово задължение на държавата по време на икономическа криза е намаляването на данъците и увеличаването на правителствените разходи с цел подпомагане на икономиката.

## Развитие на икономическата криза в периода 1929 – 33 година
Президентът Рузвелт предприема мерки за възстановяване на икономиката, но не отпуска достатъчно средства, за да спре рецесията преди началото на Втората световна война.
Крахът на международната търговия след 1930 г. също спомага за задълбочаването на депресията. Чрез значително увеличаване на митата Законът на Хоули Смуут за митническите тарифи от юни 1930 г. превръща американския пазар в недостъпен за вносни стоки. Според повечето икономически историци, този закон е най-голямата грешка за целия период от 1920 до 1933 г.

## Развитие на икономическата криза в периода 1936 – 41 година
Различните страни по света започват да се възстановяват от кризата по различно време, като в по-голямата част от света това се случва през 1933 година. Кризата довела до изоставяне на златния стандарт от повечето страни, като първо това става във Великобритания, Япония и Скандинавските страни през 1931 година. Други страни, като САЩ и Италия, запазват златния стандарт до 1933 г., а Франция, Белгия и Швейцария се обединяват в т.нар. „златен блок“ и запазват стандарта до 1936 г. Според един съвременен анализ, по-ранното изоставяне на златния стандарт води до по-ранното излизане от кризата на някои страни, тъй като Великобритания и Скандинавските страни възстановяват икономиките си по-рано от Франция и Белгия.
Повечето икономически историци са на мнение, че Голямата депресия приключва с началото на Втората световна война. Много икономисти са на мнение, че разходите по подготовката за войната ускоряват излизането от рецесията и значително намаляват нивото на безработицата. Закъснялото влизане на САЩ във войната през 1941 г. окончателно ликвидира последствията от Голямата депресия, намалявайки нивото на безработицата до 10%. Много хора започват да работят извънредно, печалбите на бизнеса се увеличават. Необходими са много работници, които да заемат местата на единадесетте милиона заети във войната мъже на трудоспособна възраст.

## Кризата по света
Кризата се отразява негативно на много страни.

### САЩ
Начало
Пълномащабната рецесия в САЩ започва през август 1929 г., два месеца преди краха на Уолстрийт (строителната продукция започва да намалява още през 1926 г.). През февруари 1930 г., Федералния резерв реагира на началото на кризата, като намалява референтния лихвен процент от 6 на 4% и започва изкупуване на държавни облигации в подкрепа на ликвидността. През следващите две години обаче Федералният резерв не прави нищо. Министърът на финансите Андрю Мелън счита, че трябва да се позволи на пазара самостоятелно да се балансира.
През юни 1930 г. САЩ приема т.нар. Закон Смуут-Хоули, който облага с мита от 60% повече от 3200 продукта, внасяни в САЩ. Както може да се предположи, други държави отвръщат на това четворно увеличение на вносните мита с увеличение на своите. Редица страни например значително вдигат митата за внос на американски автомобили. През следващите три години (1930 – 1933 г.) американският износ се срива с 64%, включително износът на селскостопанска продукция – с 60%. Тази мярка се оказва един от основните канали за предаването на кризата в Европа, тъй като реализацията на продукцията на европейските производители в САЩ е силно затруднена. През тези години общата световна търговия се свива с 61%.
В края на 1930 г., инвеститорите започват масово изтегляне на банковите си депозити, което довежда до вълна от банкови фалити. В резултат на това започва абсолютен срив на паричната маса. Втората банкова паника настъпва през пролетта на 1931 г. През тези месеци властите не реагират на ускоряването на икономическата депресия. През 1930 и 1931 г. БВП спада съответно с 9,4% и 8,5%, а безработицата се повишава от 3,2% в началото на 1930 г. до 15,9% до края на 1931 г.
През 1932 г. БВП се понижава с 13,4%, а общият му спад от 1929 г. е 31%. Равнището на безработица през 1932 г. нараства до 23,6%. За малко повече от три години от началото на кризата над 13 милиона американци губят работата си. Промишлените запаси губят до 80% от стойността си през 1930 г., а цените на селскостопанските стоки спадат с 53% от 1929 г. През тези три години фалират две от всеки пет банки, а вложителите им губят 2 милиарда долара в депозити. Паричната маса през 1929 г. спада по номинал с 31%.
На фона на слабото разширяване на паричната база (от 6,05 млрд. долара през 1929 г. до 7,02 млрд. през 1933 г.), паричната маса спада рязко – от 26,6 млрд. до 19,9 млрд. долара. Вълната от банкови фалити подкопава доверието на хората във финансовите институции, те трескаво теглят спестяванията си и ги обръщат в брой. Оцелелите банки от своя страна, за да избягнат даването на нови заеми, предпочитат да съхраняват парите в максимално ликвидна форма. По такъв начин, паричният мултипликатор спада рязко и кредитирането е фактически парализирано. Желанието и на банките, и на населението да държат парите си в брой, несъмнено рязко засилва рецесията.
Естественият прираст на населението на САЩ в периода на Голямата депресия рязко спада. На 7 март 1932 г. в Детройт полицията и частната охранителна служба на Хенри Форд стреля по гладуващи работници, които провеждат шествие. Убити са пет души, десетки са ранени.
Антикризисни мерки
През януари 1932 г. Конгресът на САЩ създава Финансова корпорация за възстановяване (RFC). Организацията трябва да оказва финансова помощ на железопътни компании, финансови институти и бизнес-корпорации. През юли ролята ѝ е разширена за оказване на помощ и на селското стопанство и финансиране на държавни и местни обществени мероприятия.
Приет е закон за Федерална жилищна банка, която е длъжна да предоставя кредити на организации, занимаващи се с ипотечно кредитиране (първообраз на бъдещата Fannie Mae). Приет е първият от два закона, носещи името Глас—Стигол, насочени към либерализиране на Федералния резерв и разрешаващи му в частност да кредитира банките-членки. Признато е за необходимо да се активизира преразпределението на доходите от богатите към бедните, за да се стимулира потреблението. Максималният размер на подоходния данък е повишен от 25 на 63%.
Въпреки това се счита, че мерките, предприети от администрацията на Хърбърт Хувър, са недостатъчни и доста закъснели. Франклин Рузвелт сравнително леко побеждава Хувър на президентските избори през есента на 1932 г., а едновременно с това демократите успяват да завоюват контрол над Конгреса.
Така през 1933 г. започва изпълнение на т.нар. Нов курс на Рузвелт – различни мерки за регулиране на икономиката. Някои от тях по съвременните представи спомагат за отстраняването на причините за депресията, някои имат социална насоченост и помагат на най-пострадалите, докато трети допълнително усложняват положението.
Почти веднага след встъпването си в длъжност, през март 1933 г., на Рузвелт се налага да се сблъска с трета вълна на банкова паника, но новият президент реагира със закриване на банките за една седмица и през това време подготвя програма за гарантиране на депозитите.
Първите 100 дни от президентството на Рузвелт се характеризират с интензивна законодателна дейност. Конгресът разрешава създаването на Федерална корпорация за застраховане на депозитите и Федерална администрация за извънредна помощ, чието създаване е прието със Закона за възстановяване на националната икономика от 16 юли 1933 г. В задачите на Федералната администрация за извънредна помощ влизат: а) строителство, ремонт и подобряване на шосета и магистрали, обществени здания и всякакви други държавни мероприятия и комунални услуги; б) съхраняване на естествените богатства и развитието на добива им, включвайки тук контрола, използването и пречистването на водите, предотвратяване на почвени и брегови ерозии, развитие на водната енергетика, пренос на електрическа енергия, строителство на различни речни и пристанищни съоръжения и предотвратяване на наводнения.
В работата по обществените обекти активно се привличат безработни. Най-общо, в периода 1933 – 1939 г. числеността на заетите на обществени обекти (строителство на канали, пътища, мостове, често в необитаеми и блатисти маларийни райони) достига 4 милиона души.
Конгресът приема също така няколко законопроекта, регулиращи финансовата сфера: Извънредния закон за банките, Законът Глас – Стигол от 1933 г. за разграничаването на инвестиционни и търговски банки, закон за кредитиране на селското стопанство, закон за създаване на комисия за ценните книжа.
В сферата на селското стопанство, приетият на 12 май 1933 г. закон за регулирането, който преструктурира 12-милиардния фермерски дълг, съкращава процентите по ипотечната задлъжнялост и увеличава сроковете за погасяване на всички дългове. Правителството получава възможност да отпуска заеми на фермерите и в течение на следващите четири години аграрните банки раздават на половин милион земевладелци заеми на обща сума 2,2 млрд. долара при доста леки условия. За увеличаване на цените на селскостопанската продукция, според закона от 12 май, на фермерите се препоръчва да намалят производството и посевните площи, и да намалят стадата, като за компенсация за убитите животни е създаден специален фонд.
Равносметката от първата година на президентството на Рузвелт е нееднозначна: спадането на БВП се забавя значително и през 1933 г. е едва 2,1%, но безработицата нараства до 24,9 %.
След изкупуването от държавата на всичкото злато на твърда цена, опирайки се на закона за златния резерв, приет през януари 1934 г., Рузвелт съкращава златното съдържание на долара от 25,8 до 15 5/21 грана и фиксира официална цена на златото от 35 долара за унция. С други думи, доларът е девалвиран с 41%.
Съставени са 557 основни и 189 допълнителни т.н. „кодекси на честната конкуренция“ в различни отрасли. Страните гарантират минимална заплата, както и еднаква заплата за всички работници от една категория. Тези кодекси обхващат 95% от всички работещи в промишлеността. Те силно ограничават конкуренцията.
Методите на Рузвелт, рязко повишаващи ролята на правителството, са разглеждани като посегателство над Конституцията на САЩ. През 1935 г. Върховният съд на САЩ постановява, че Националната администрация за възстановяване и законът, който я въвежда (National Industrial Recovery Act, NIRA) са неконституционни. Причината е във фактическата отмяна на много антимонополни закони и профсъюзния монопол при наемането на работници.
Държавата решително навлиза в сферите на образованието, здравеопазването, гарантира продоволствен минимум, поема отговорността за осигуряването на старите хора, инвалидите, безимотните. Разходите на федералното правителство в периода 1932 – 1940 г. нарастват над два пъти. Но Рузвелт се опасява от небалансиран бюджет и разходите през 1937 г., когато, както изглежда, икономиката набира достатъчни обороти, са съкратени. Това отново заплашва страната от рецесия през 1937 – 1938 г.
Индексът на промишленото производство през 1939 г. все още е 90% от равнището през 1932 г. През 1939 г. безработицата остава на 17%. Някои изследователи считат, че причината за края на Голямата депресия е Втората световна война, предизвикала масово поръчване и закупуване на въоръжение от страна на държавата. Бурният ръст в американската промишленост започва едва в периода 1939 – 1941 г., на вълната на активното нарастване на военните приготовления.
В днешно време повечето икономисти-неокласици смятат, че кризата в САЩ е усложнена от неправилните действия на властта. Класиците на монетаризма Милтън Фридман и Ана Шварц считат, че Федералният резерв е виновен за създаването на „криза на доверието“, тъй като не оказва навременна помощ на банките и започва вълна от банкови фалити. Според тях, мерките по разширяването на кредитирането от страна на банките, аналогични на тези, които са предприети през 1932 г., са могли да бъдат приети и по-рано – през 1930 или 1931 г. През 2002 г. членът на борда на директорите на ФЕД Бен Бернанке, изнасяйки слово за 90-а годишнина на Милтън Фридман, казва: „Позволете ми малко да злоупотребя с моя статут на официален представител на ФЕД. Бих искал да кажа на Милтън и Анна [Шварц]: що се отнася до Голямата депресия – вие сте прави, това го сторихме ние. И ние сме силно огорчени. Но благодарение на вас, ние няма да направим това отново.“.
По статистики на икономистите-изследователи на депресията Коул и Охейниън, без мерките на администрацията на Рузвелт по задържане на конкуренцията, нивото на възстановяване от 1939 г. е могло да бъде достигнато пет години по-рано.
Интересно е, че по време на световната финансова криза, започнала през 2008 г., САЩ използват доста подобни методи за борба с хода и последствията на рецесията.

### Австралия
Поради краха на международната търговия, разчитащата на доходите от земеделието Австралия е една от най-силно засегнатите от икономическата криза. След 1932 г. Австралия започва постепенно възстановяване благодарение на повишаването на цените на месото и вълната.

### Канада
Засегната е и силно индустриализираната Канада, в която производството през 1932 г. спада до 58% от нивото му през 1929 г. Излизането на Канада от кризата е предшествано от приемането на закони за имиграцията.

### Латинска Америка
В разчитащата на износ Чили нивото на БВП спада с 14%. За да излезе от рецесията, страната предприема политика на протекционизъм, която е възприета и от другите латиноамерикански държави.

### Германия
Индустриализираната Ваймарската република в Германия също страда от кризата. Увеличаването на безработицата наред с изплащането на огромни репарации води в крайна сметка до идването на власт на нацистката партия на Хитлер през 1933 година.

### Холандия
В периода 1931 – 1937 г., Холандия претърпява дълбока и изключително продължителна депресия. Тя отчасти е причинена от последиците от срива на фондовия пазар през 1929 г. в САЩ и отчасти от вътрешни фактори в Холандия. Правителствената политика, особено късната отмяна на златния стандарт, играе голяма роля в удължаването ѝ. Голямата депресия в Холандия довежда до политическа нестабилност и размирици, и може да бъде свързана с възхода на холандската национал-социалистическа партия NSB. Депресията в Холандия отминава до известна степен в края на 1936 г., когато правителството най-накрая се отказва от златния стандарт, но реалната икономическа стабилност не се завръща до края на Втората световна война.

### Япония
Голямата депресия не повлиява особено японската икономика, но въпреки това финансовият министър на Япония Такакаши Корекийо е един от първите възприели възгледите на Кейнс.

### Съветски съюз
Изолиран от света на капитализма, Съветският съюз не е особено засегнат от световната криза. Видимият имунитет на СССР към кризата затвърждава марксистката теория и подпомага разпространението на социализма. Запазването на икономическата стабилност на СССР по време на кризата привлича вниманието на САЩ и води до укрепване на взаимноизгодните дипломатически отношения.

### България
Голямата депресия не подминава и България и след фалита на „Братя Бъклови“, чийто собственик Петър Бъклов е член на управата на БНБ, хората започват масово да си теглят парите от банките. БНБ увеличава лихвения процент, отпуска пари за спасяване на заплашени от фалит банки, изработва Закон за защита на влоговете и съдейства за обединението на трите най-големи банки с български капитал. За да запази стабилността на българския лев и смекчи валутната криза през 1931 г. е установен валутен монопол, т.е. само БНБ разрешава отпускането на валута за фирми и частни лица.
Голямата депресия води до фундаментални промени в политическия и стопанския живот на страната и има силен отпечатък върху цялостното социално-икономическо развитие през следващите години. В основни характеристики на стопанския живот се превръщат национализма, протекционизма, валутния контрол и планирането. Освен това България става част от германската политическа, клирингова и икономическа зона. Иконономическата теория се развива върху идеите за ръководеното и плановото стопанство, както и върху автаркията и протекционизма.
В годините на Голямата депресия се правят и първите стъпки на кредитора от последна инстанция в страната. Историческото развитие на кредитора от последна инстанция, както и теоретичните дискусии по този въпрос и ролята на Българска народна банка за спасяването на Кредитна банка през 1931 г., са представени от Неновски и Маринова (2022).

## Образът на Голямата депресия в културата
- „Гроздовете на гнева“ – роман на Джон Стайнбек за депресията и едноименния филм от 1940 г.
- „No promises in the wind“ – роман от Айрин Хънт от 1970 г. за скитанията на двама братя-юноши из Чикаго по време на Голямата депресия.
- „Нокдаун“ – филм на режисьора Рон Хауърд за боксьора Джим Бредък от 1930-те години в Америка.
- „Bound for Glory“ – филм от 1976 г. на режисьора Хъл Ашби.
- „Карнавал“ – американски телевизионен сериал за пътуващ цирк. Събитията, описани в сериала, се случват по време на Голямата депресия.
- „Зеленият път“ – филм по мотиви от едноименния роман на Стивън Кинг, където косвено е отразен периода на депресията.
- „Бони и Клайд“ – филм за историята на Бони и Клайд – известни американски банкови обирджии, действащи по време на депресията.
- „Джони Д.“ – филм за известния банков крадец Джон Дилинджър.
- „Уморените коне ги убиват, нали?“ – филм на режисьора Сидни Полак.
- „Догвил“ – действието произтича по време на Голямата депресия.
- „Милдред Пиърс“ – сериал по класическия роман на Джеймс Кейн от 1941 г. и разказва историята на жена, бореща се с живота по време на Голямата депресия в САЩ.